# Katharine McGee

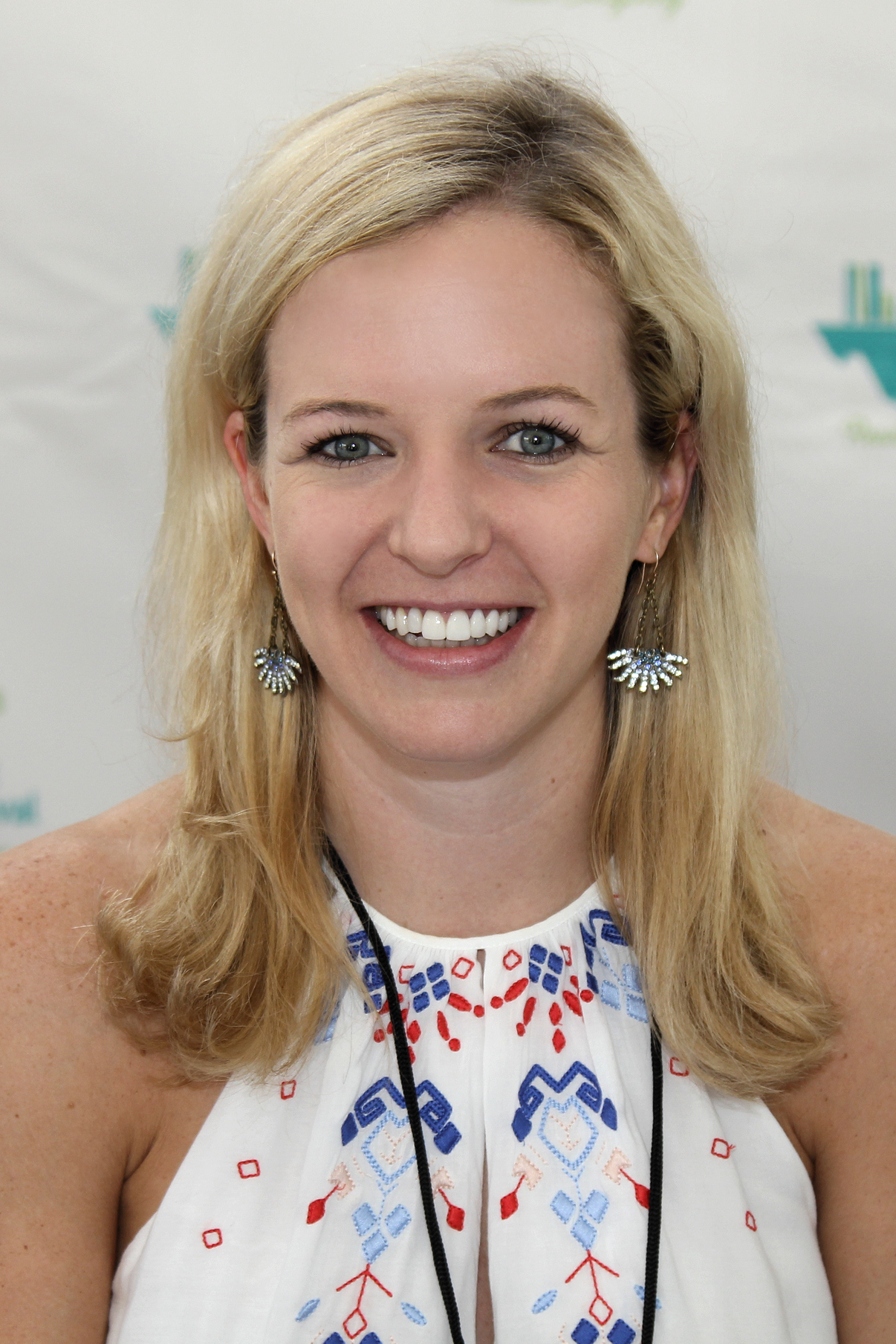
Katharine McGee, 2018

Katharine McGee (Mattoon, 1988) è una scrittrice statunitense.

## Biografia
Nata nel 1988 a Mattoon (Illinois), si è laureata in letteratura inglese e francese all'Università di Princeton per poi conseguire un MBA a Stanford.

Durante gli anni trascorsi come editor a New York ha iniziato a lavorare a un romanzo in cui immaginava che la vita nel XXII secolo si sarebbe svolta all'interno di grattacieli futuristici, sempre più alti e trasformati in vere e proprie città in miniatura. Così è nata l'idea della trilogia The Thousand Floor. Il primo capitolo della saga è uscito nel 2016, classificandosi al secondo posto nella classifica del New York Times. Nel 2017 è uscito The Dazzling Heights, secondo capitolo della trilogia, pubblicato con il titolo 'Vertigo' sul mercato italiano. Il 20 agosto 2018 è uscito il capitolo finale della trilogia intitolato The Towering Sky.
Vive a Houston con il marito Alexander William Field, compagno di studi a Princeton, che ha sposato nel 2016.
I suoi romanzi sono pubblicati in Italia da Piemme.

## Opere

### Trilogia The Thousand Floor
- The Tower. Il millesimo piano (The Thousandth Floor), 2016
- Vertigo, 2017
- The Towering Sky, 2018